# Войсі-Бей (родовище)

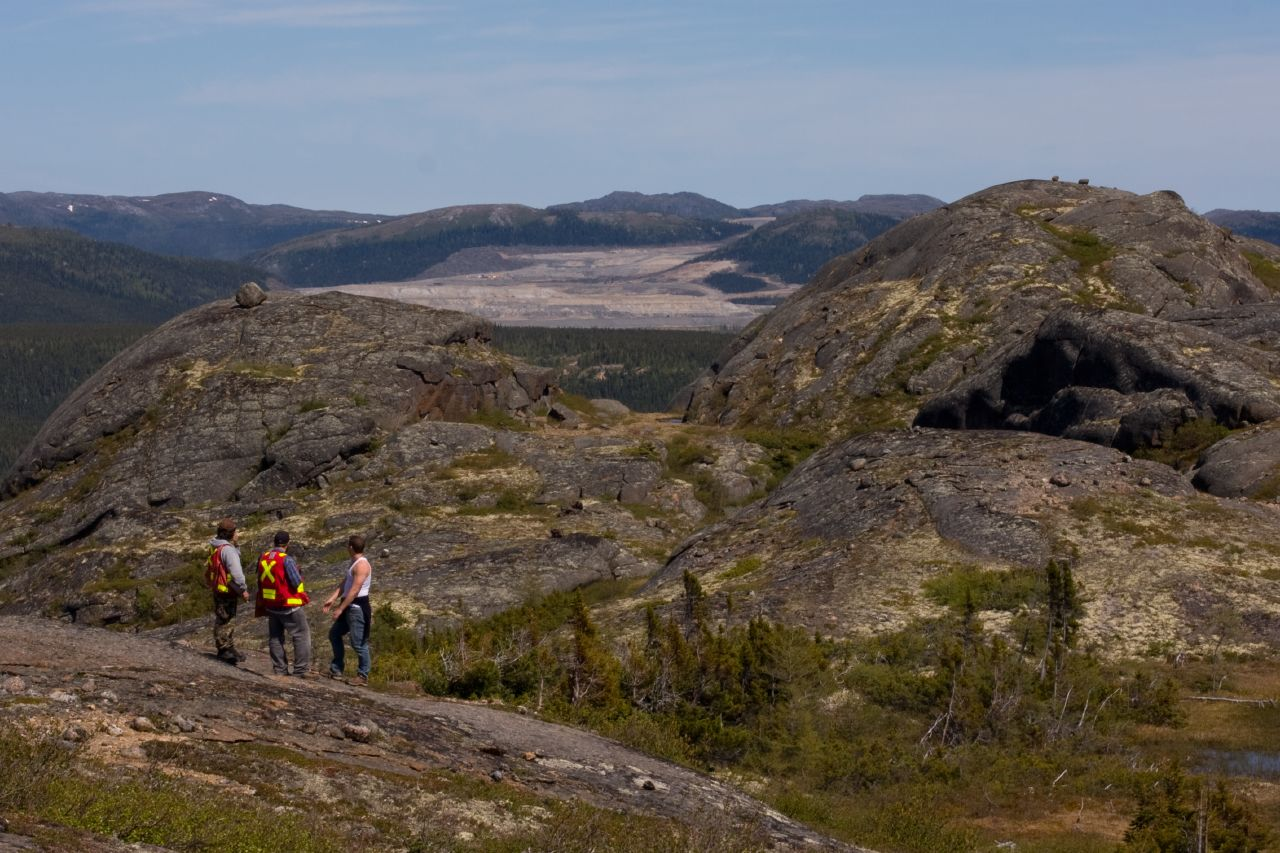
Кар'єр Войсі Бей

Войсі-Бей — гігантське сульфідне мідно-нікелеве та кобальтове родовище в Канаді (провінція Ньюфаундленд і Лабрадор). Розташоване на півострові Лабрадор, за 38 км на південний захід від міста Найн.

## Історія
Відкрите в 1993 році фахівцями канадської компанії Diamond Fields Resources. У серпні 1996 р. воно було викуплене найбільшою нікелевою компанією світу Vale Inco Ltd., яка відтоді веде там геологорозвідувальні роботи (ГРР).

## Характеристика і технологія розробки
Руда містить нікель, мідь, кобальт, метали платинової групи і інш. Родовище вигідно відрізняється від інших не тільки масштабами, але й високим вмістом корисної копалини та вигідним розташуванням — за декілька кілометрів від узбережжя Атлантичного океану, що різко здешевлює відвантаження продукції споживачам.
На родовищі виділяється три головних рудних тіла: Овоїд, Істерн-Діпс і Уестерн-Ікстеншен та ряд дрібніших (Рейд-Брук, Діскавері-Гілл, NED, Райан'с-Понд). Всі вони приурочені до інтрузії мафітів Рейд-Брук. Рудне тіло Овоїд розташоване в центрі рудного поля, має в розрізі форму келиха, витягнуто по довгій осі на 450 м, в самій широкій частині досягає 300 м. Підтверджені запаси його рівні 32 млн т руди, що містить 2.83 % нікелю, 1.68 % міді і 0.12 % кобальту, і доступні для відкритої розробки. Виявлені ресурси інших рудних тіл до 2001 р. сумарно оцінені в 109 млн т руди з середнім вмістом нікелю 1.24 %, міді 0.61 %, з них 99 млн т із вмістом нікелю 1.27 %, міді — 0.59 % можуть відпрацьовуватися підземним способом, а 10 млн т з 0.92 % нікелю і 0.72 % міді — відкритим.
Войсі-Бей — найбільше геологічне відкриття кінця XX сторіччя, конкурентоспроможне в порівнянні з латеритними родовищами Австралії, Нової Каледонії і країн Південно-Східної Азії і може стати найбільш рентабельним нікелевим проєктом у світі. За оцінками експертів на родовищі Войсі-Бей в 2006 р. повинно бути видобуто 20 тис. т нікелю.